# Surprise River
Der Surprise River ist ein Fluss im Südwesten des australischen Bundesstaates Tasmanien. 

## Geografie
Der zehn Kilometer lange Surprise River entspringt an den Osthängen des Mount Ronald Cross in der Loddon Range, die im Nordostteil des Franklin-Gordon-Wild-Rivers-Nationalparks liegt. Von dort fließt er nach Westen entlang des Lyell Highway und mündet rund zweieinhalb Kilometer westlich des McKays Peak in den Franklin River.